# Lanexang United Football Club
Maillots
Actualités
Le Lanexang United Football Club (en lao : ສະໂມສອນລ້ານຊ້າງຢູໄນເຕັດ), plus couramment abrégé en Lanexang United, est un club laotien de football fondé en 2005 et basé à Vientiane, la capitale du pays.

## Historique
- 2005 : Fondation du club[2], sous le nom de Lane Xang Intra FC
- 2011 : Première participation à la Lao League, le championnat de première division du Laos.
- 2016 : Premier titre de champion du Laos
- 2017 : Première participation à la Coupe de l'AFC

### Noms successifs
- 2005-2009 : Lane Xang Intra FC
- 2010-2013 : Lao Lane Xang FC
- 2014 : Lanexang Intra FC
- Depuis 2015 : Lanexang United FC

## Palmarès
| Compétitions nationales                        | Compétitions internationales                            |
| ---------------------------------------------- | ------------------------------------------------------- |
| - Championnat du Laos (1) : - Champion : 2016. | - Championnat du Mékong des clubs : - Finaliste : 2016. |

## Personnalités du club

### Présidents du club
- Phanthachith Inthilath

### Entraîneurs du club
- Eduardo Almeida (2014-2015)
- Nikola Kavazović (2016)
- Dave Booth (2016)
- Leonardo Vitorino (2016-?)